# Один человек умирает миллион раз
«Один человек умирает миллион раз» (англ. One Man Dies a Million Times) — русскоязычный драматический фильм 2019 года с элементами научной фантастики, снятый американским режиссёром Джессикой Орек, премьера которого состоялась на кинофестивале South by Southwest.

## Сюжет
«Один человек умирает миллион раз» переносит в недалёкое будущее подлинную историю первого в мире банка семян, Института генетических ресурсов растений в условиях тотального голода.
В фильм включены повествования, взятые из произведений видных деятелей, переживших блокаду Ленинграда, в том числе Анны Ахматовой, Ольги Берггольц и Лидии Гинзбург. Он снят оператором Шоном Прайсом Уильямсом в преимущественно чёрно-белом стиле, напоминающем Тарковского.

## Производство
Орек решила, что этот фильм будет выпущен только в кинотеатрах, без выпуска домашнего видео или продажи потоковым сервисам, чтобы учесть риски, на которые идут реальные персонажи на экране. После того, как запланированное на май 2020 года открытие было отложено из-за COVID-19, прокат фильма начался 29 июля 2022 года в IFC Center в Нью-Йорке.

## В ролях
- Алиса Лозовская — Алиса
- Максим Блинов — Максим
- Владимир Кошевой — Вадим
- Алёна Артёмова — Даша
- Константин Малышев — Дмитрий
- Андрей Емельянов — Антон
- Алексей Юферев — Алексей
- Павел Абрамов — человек в бомбоубежище
- Валентин Афанасьев — человек в очереди в пекарне
- Артём Афицкий — сосед
- Ирина Григорьева — сотрудница пекарни
- Анис Кронидова — соседка

(всего более 150 актёров)

## Награды и номинации
Фильм был отмечен рядом призом крупных национальных и международных кинематографических смотров, включая награду за операторскую работу на Кинофестивале в Сарасоте (также номинация в категории «Лучший независимый фильм») и аналогичную премию Шону Прайсу Уильямсу на Фестивале независимого кино в Эшленде.
Джессика Орек получила приз US in Progress Award (совместно с режиссёром фильма «Джулс света и тьмы» Дэниелом Лаабсом) Фестиваля американского кино в Варшаве.
Также фильм Орек был участником Недели критиков на МКФ в Каире, основного конкурса Калькуттского кинофестиваля и номинировался на премию «Золотой единорог» в категории «Лучший зарубежный фильм о России или на российскую тематику».

## Восприятие
Обозреватель IndieWire Дэвид Эрлих отмечает «мрачно-красивые чёрно-белые тона», в которых снят фильм, а также пишет: «Заявляя о себе как о „правдивой истории, действие которой происходит в будущем“, фильм Орек в значительной степени избегает действия в пользу энтропии».
По мнению Дайан Карсон из KDHX, «название фильма Джессики Орек „Один человек умирает миллион раз“ говорит о мрачных перспективах. Тем не менее, последующее представляет собой обнадёживающее поэтическое повествование, восхваляющее целеустремленность и благородство преданных своему делу учёных».